# Ernst Gustav Doerell

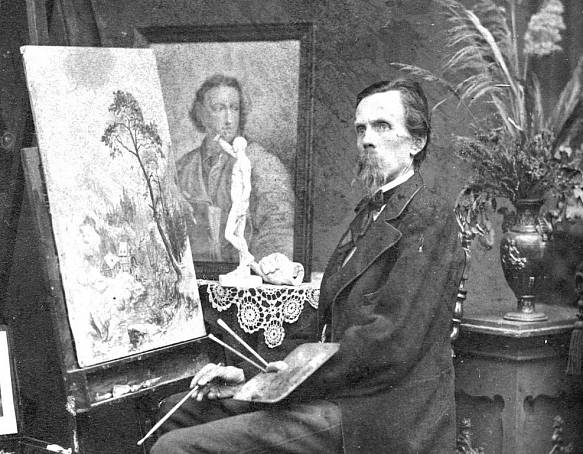
Ernst Gustav Doerell

Ernst Gustav Doerell (* 22. August 1832 in Freiberg; † 18. März 1877 in Aussig) war ein deutsch-böhmischer Maler der Romantik.

## Leben
Ernst Gustav Doerell war der Sohn des Bergbauassistenten Johann Christian Doerell aus Freiberg und dessen zweiter Frau Emilie, geb. Krombholz, die aus Teplitz stammte. Er verlor frühzeitig seinen Vater. Seine Mutter übersiedelte mit dem vierjährigen Ernst Gustav zu ihren Verwandten nach Teplitz. 1846 begann Doerell bei seinem Onkel Josef Krombholz in Leitmeritz eine kaufmännische Lehre zum Handelsgehilfen, die er nicht beendete. Nach Teplitz zurückgekehrt begann er eine Ausbildung zum Maler und Anstreicher beim Maler- und Dekorateurmeister Franz Hybram.
In dieser Zeit durchstreifte Doerell mit dem Skizzenbuch die Gegend um Teplitz und zeichnete Landschaften. Eine kleine Erbschaft, die ihm zufiel, verwendete Doerell zur Aufnahme eines Studiums an der Prager Akademie der Bildenden Künste, das er, nachdem seine Mittel aufgebraucht waren, wieder abbrechen musste. An der Prager Akademie hatte sich Doerell dennoch seine Malkunst soweit vervollkommnet, dass er vom Verkauf seiner Bilder leben konnte. 1859 ließ er sich in Aussig nieder und heiratete 1863 die Bürgerstochter Minna Wolf. 1877 verstarb Doerell an einer Tuberkuloseerkrankung.
Doerell bereiste das östliche Erzgebirge zwischen Komotau und Kulm, das Böhmische Mittelgebirge sowie das Elbland oberhalb von Lobositz, um dort Motive für seine Landschaftsdarstellungen zu finden. Neben der Malerei versuchte sich Doerell auch als Grafiker und Lithograf. Weiterhin illustrierte er Heimatbücher sowie eine Sammlung von Sagen über die Burg Schreckenstein. Den Schwerpunkt seines Schaffens bildete die Gegend um Teplitz und Aussig, wo er mit seinen Bildern auch das frühere Aussehen der Landschaften vor der Industrialisierung und der teilweisen Zerstörung durch den Braunkohlenbergbau dokumentiert hat. Doerells Gemälde zeugen von der idyllischen Landschaft um Aussig und im Böhmischen Mittelgebirge, wie sie im 19. Jahrhundert zu Beginn der Industrialisierung ausgesehen hat.
Seine späten Arbeiten sind kleine Ovalbilder in den leuchtenden Farben Blau, Grün und Weiß. Obwohl Gustav Ernst Doerell in der Qualität seiner Gemälde nicht mit Künstlern wie Caspar David Friedrich, Ludwig Richter oder Josef Mánes mithalten konnte, kann er auf Grund seiner vielen Werke bis heute als der „Maler des Böhmische Mittelgebirges und Erzgebirges“ bezeichnet werden. Nach seinem Tod erschienen perfekte Kopien seiner Gemälde, die von Bertha Laue aus Teplitz (vermutlich seine Schülerin) in seinem Geist gemalt wurden.
Viele seiner Werke wurden mit Unterstützung der Firma Schicht und anderer Unternehmer (Ludwig Wolfrum, Max Schaffner) von der Stadt Aussig angekauft. Im Museum von Ústí nad Labem befindet sich eine Kollektion von ca. 100 Ölgemälden Doerells. Weitere Werke sind im Regionalmuseum Teplice und in der Nordböhmischen Galerie Litoměřice zu finden.
Eine Gedenktafel aus dem Jahr 1890 auf der Burg Schreckenstein erinnert an ihn. Ein Gedenkstein neueren Datums befindet sich an der nach ihm benannten Doerell-Aussicht (Doerellova vyhlídka ) auf einer Anhöhe über dem Elbtal in der Nähe des Dubitzer Kirchleins.

## Werke (Auswahl)
- Burg Schreckenstein, 1868, Öl auf Leinen, Museum Ústí nad Labem
- Sperlingstein, 1869, Öl auf Karton, Museum Ústí nad Labem
- Elbtal mit Burg Schreckenstein, 1870, Öl auf Leinen, Museum Ústí nad Labem
- Elbtal mit Sperlingstein, 1872, Öl auf Leinen, Museum Ústí nad Labem
- Burg Kostenblatt, 1874, Öl auf Leinen, Museum Ústí nad Labem
- Elbtal von Wanow, 1874, Öl auf Leinen, Museum Ústí nad Labem
- Bilin, 1874, Öl auf Leinen, Museum Ústí nad Labem
- Alaunsee bei Komotau, 1877, Öl auf Leinen, Museum Ústí nad Labem
- Elblandschaft bei Aussig (mit Blick auf Großpriesen und den Ziegenberg), 1865, Öl auf Karton, Nordböhmische Galerie Litoměřice
- Waltirsche, mit Wenzelskirche und dem Ziegenberg, 1868, Öl auf Karton, Nordböhmische Galerie Litoměřice
- Elblandschaft bei Waltirsche mit Segelboot und Pferden, 1870, Öl auf Karton, Nordböhmische Galerie Litoměřice
- Schloss Eisenberg, 1872, Öl auf Papier, Nordböhmische Galerie Litoměřice
- Der Borschen bei Bilin, Öl auf Leinwand, Nordböhmische Galerie Litoměřice
- Landschaft im Erzgebirge, 1872, Öl auf Karton, Nordböhmische Galerie Litoměřice
- Burgruine Kostenblatt, 1873, Öl auf Papier, Nordböhmische Galerie Litoměřice
- Elblandschaft bei Waltirsche mit einem Ruderboot, 1873, Öl auf Karton, Nordböhmische Galerie Litoměřice
- Waldlandschaft mit dem Böhmischen Mittelgebirge und dem Milleschauer, 1874, Öl auf Papier, Nordböhmische Galerie Litoměřice
- Ansicht der Burg Schreckenstein, 1875, Öl auf Leinwand, Nordböhmische Galerie Litoměřice
- Alaunsee bei Komotau, 1875, Öl auf Papier, Nordböhmische Galerie Litoměřice
- Porta Bohemica, 1876, Öl auf Papier, Nordböhmische Galerie Litoměřice
- Blick vom Aarhorst gegen Aussig, 1870 und Landschaft mit der Hasenburg[1]
- Chemische Fabrik in Aussig, 1868, Öl auf Leinwand, Verein für chemische und metallurgische Produktion Aussig[2]

## Bildergalerie

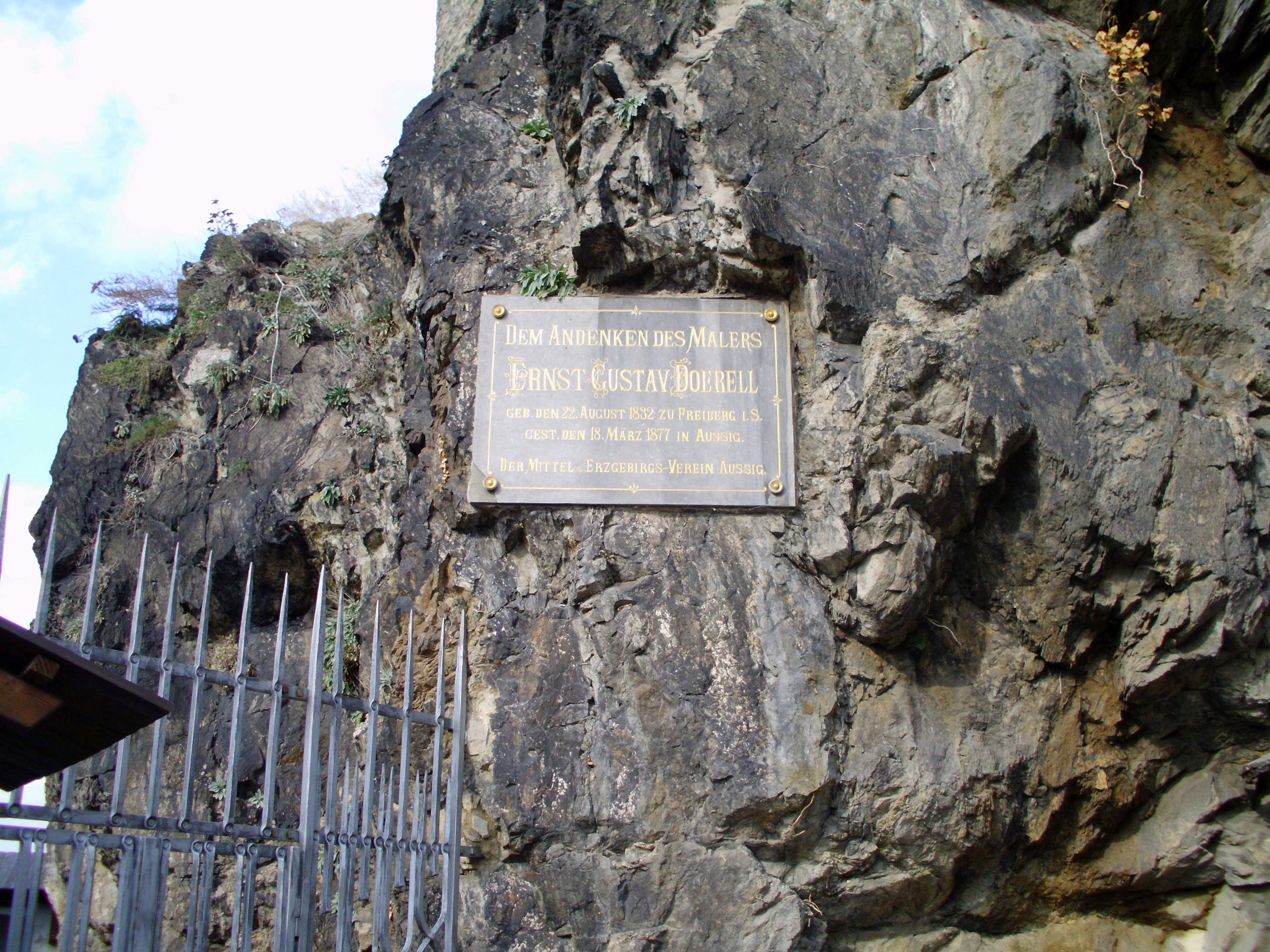
Gedenktafel auf der Burg Schreckenstein
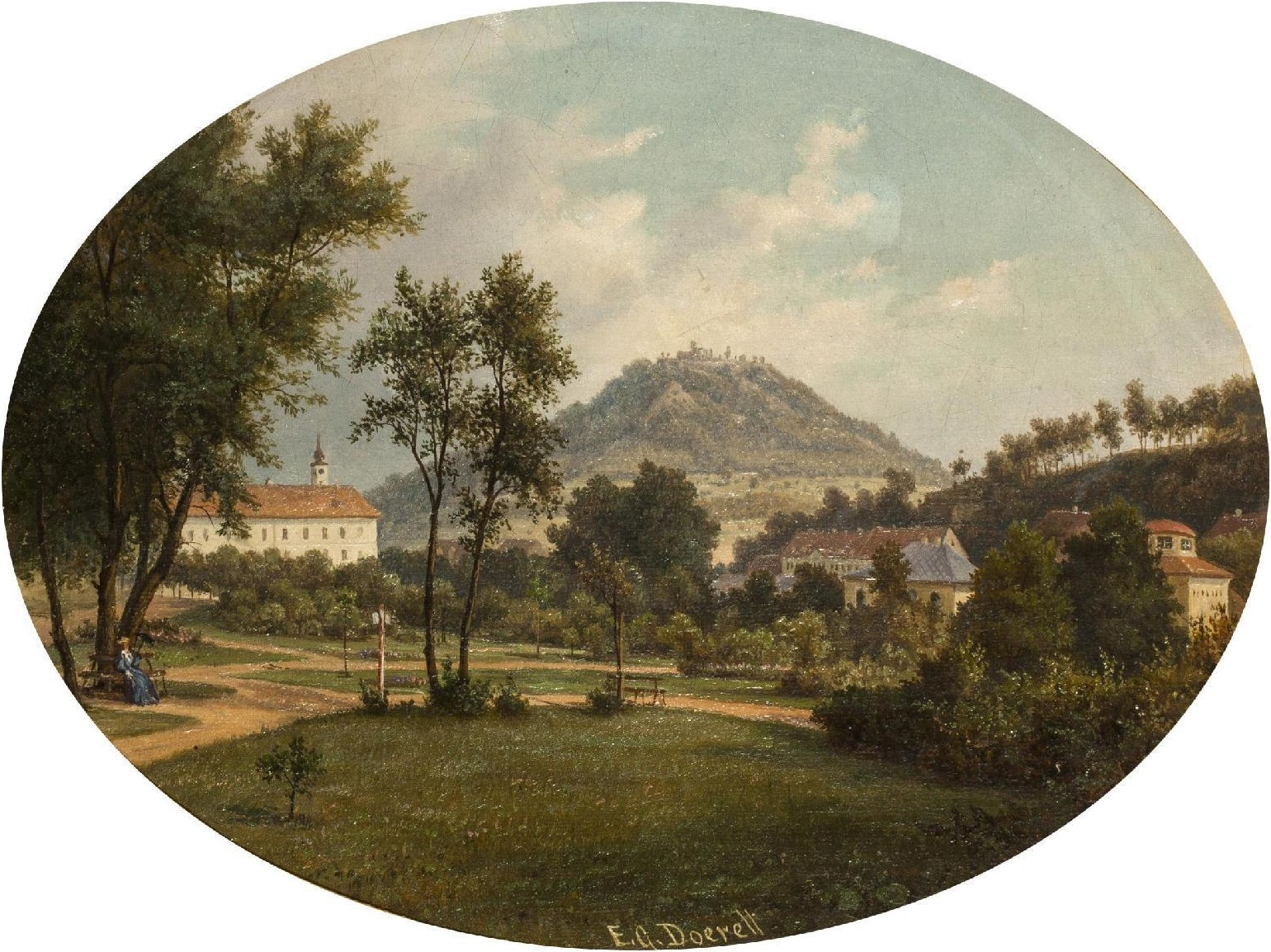
Der Teplitzer Schlossberg
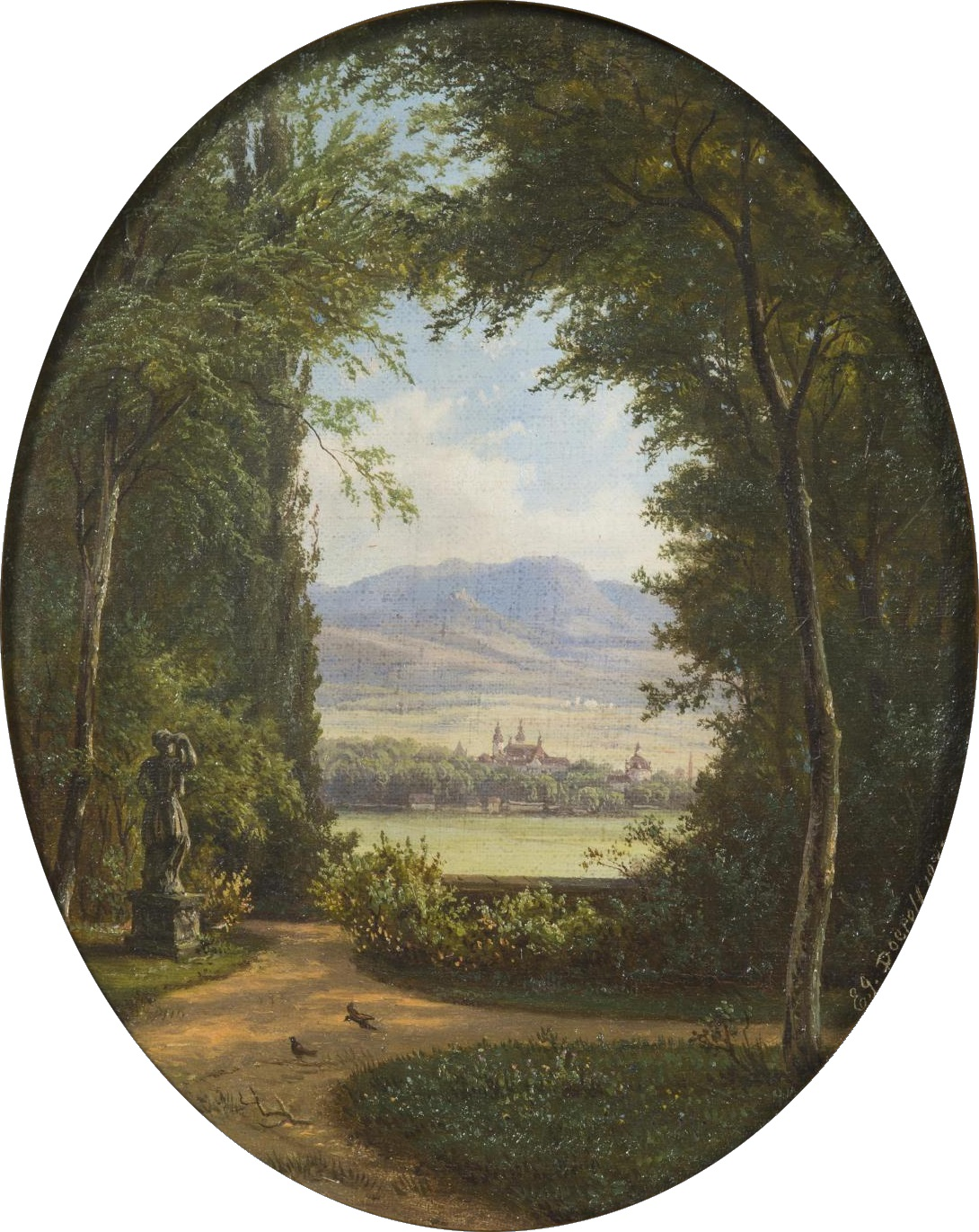
Blick auf Ossegg
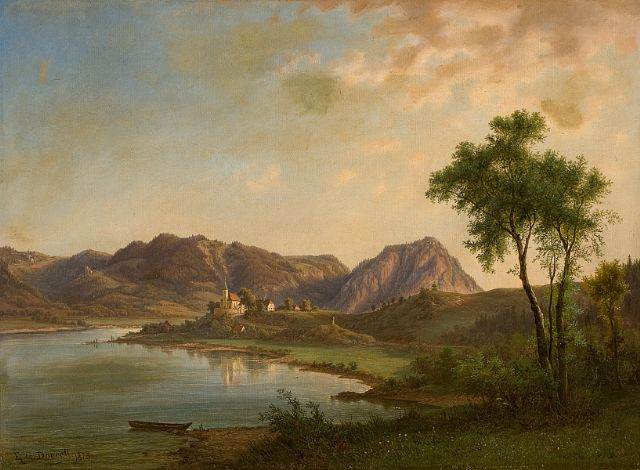
Ziegenberg und Wenzelskirche in Waltirsche im Elbtal
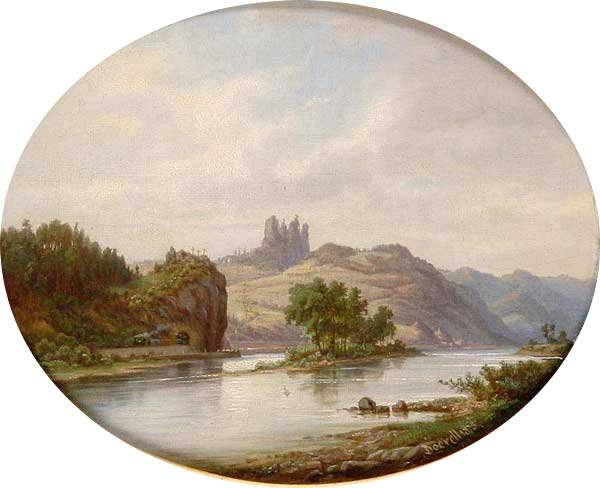
Der Sperlingstein bei Techlowitz
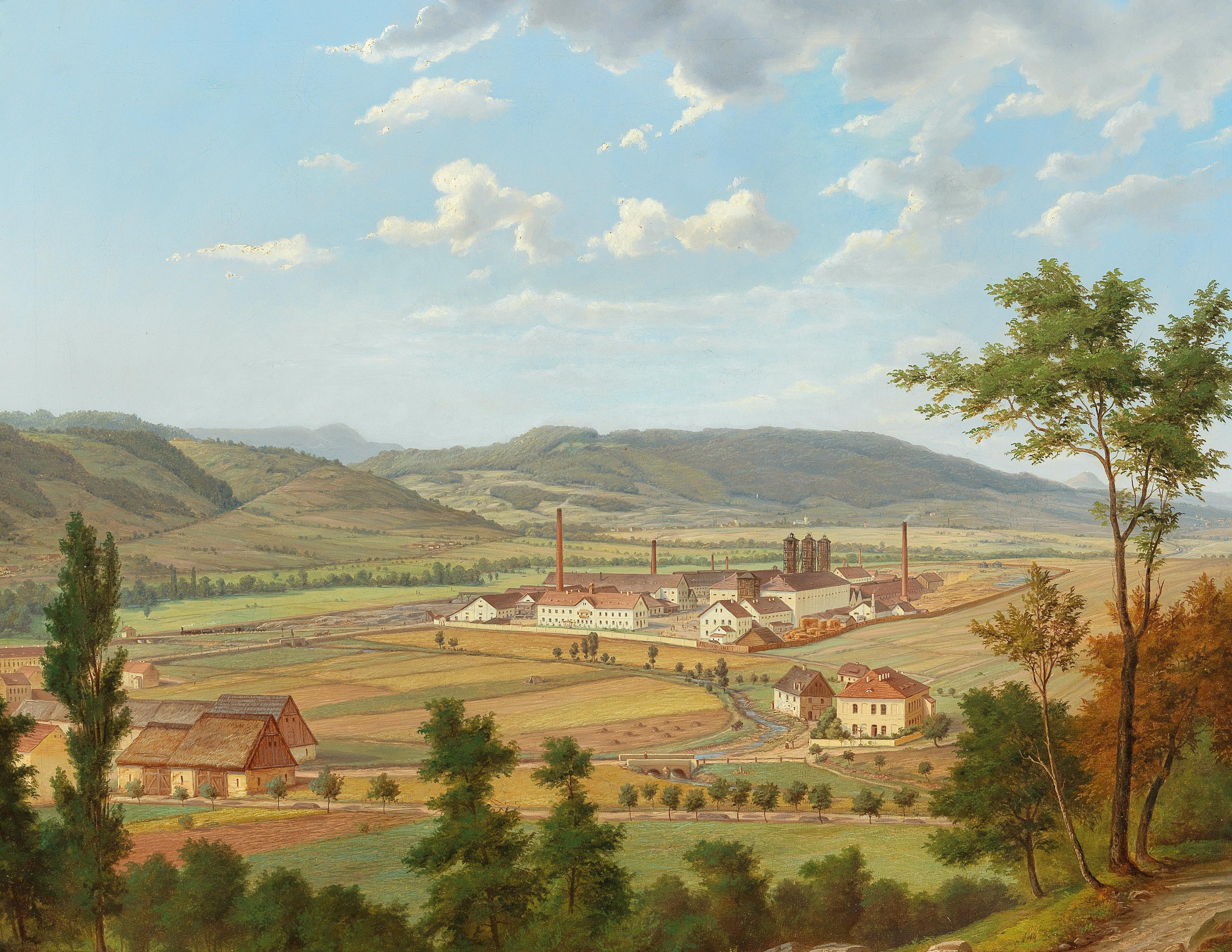
Chemische Fabrik in Aussig
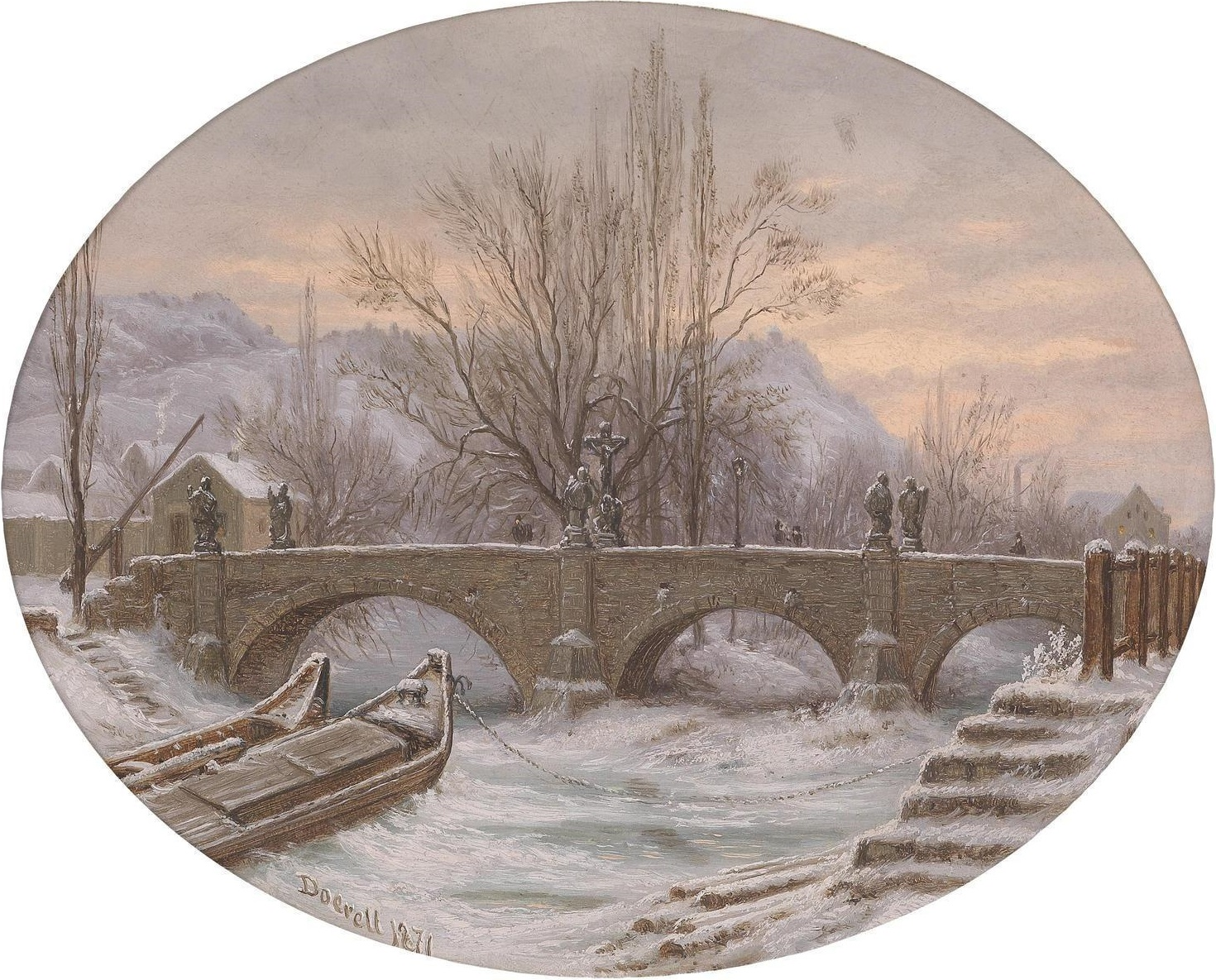
Die Bielabrücke in Aussig
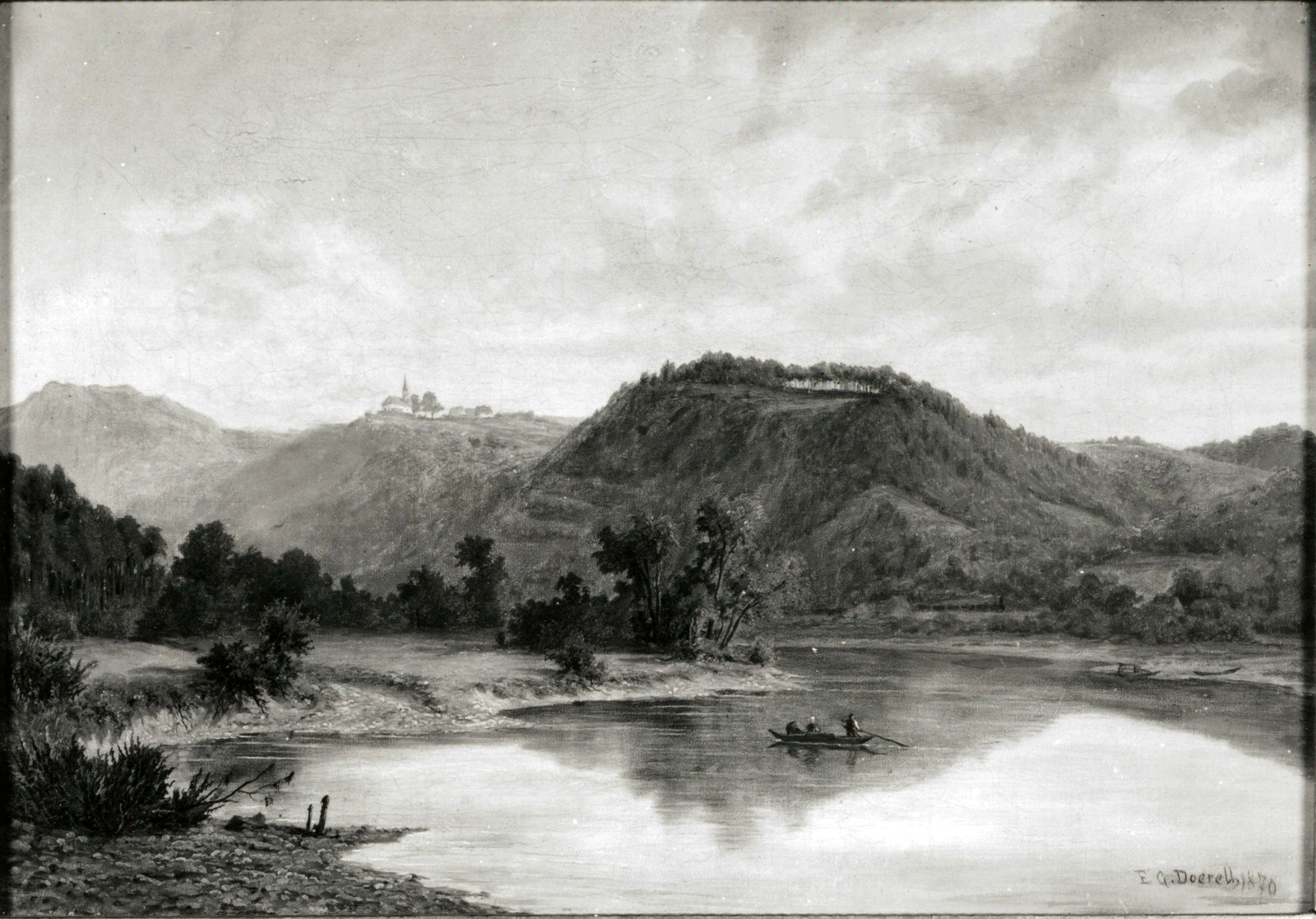
Elbtal mit dem Dubitzer Kirchlein
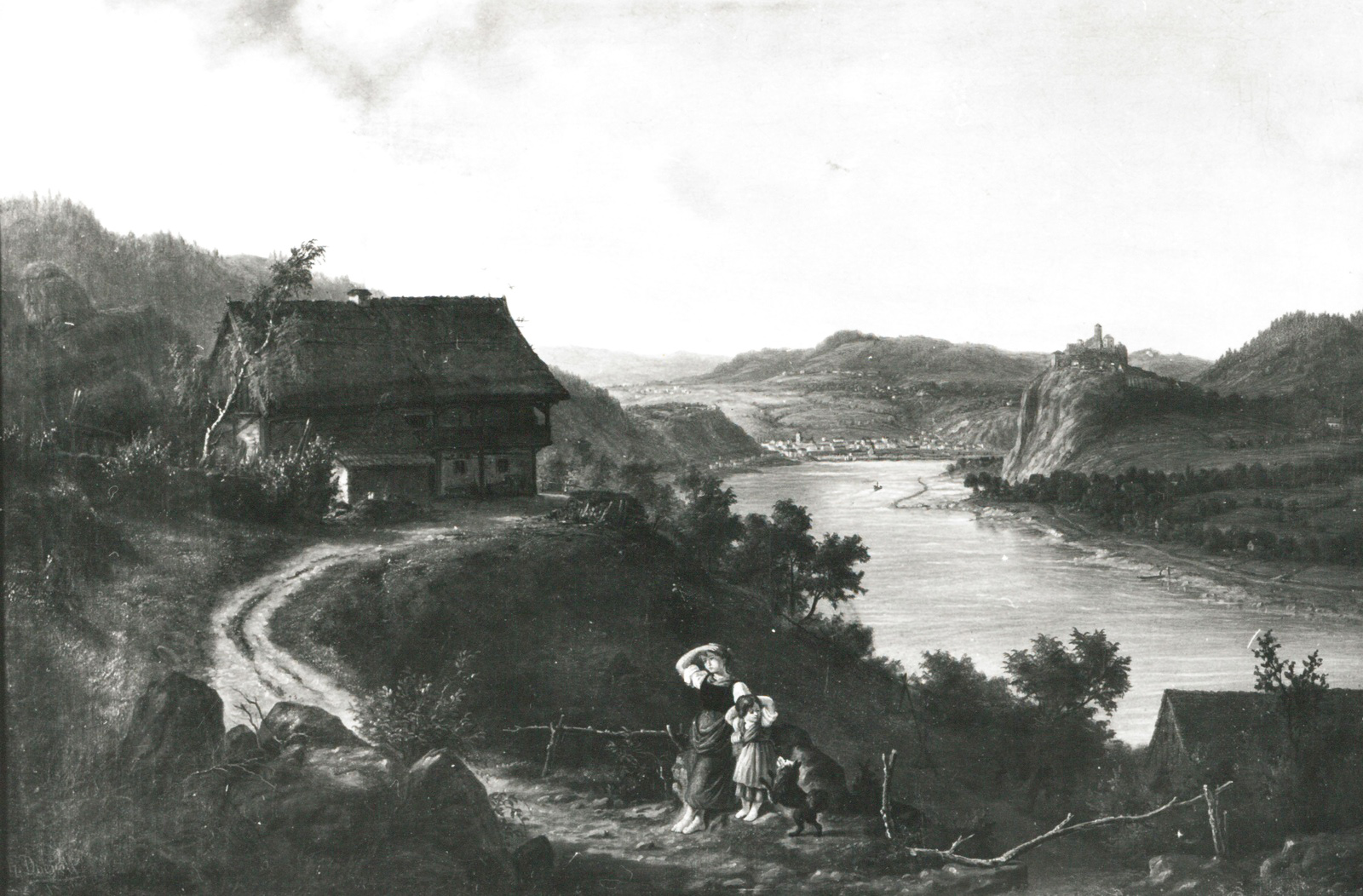
Blick zur Burg Schreckenstein
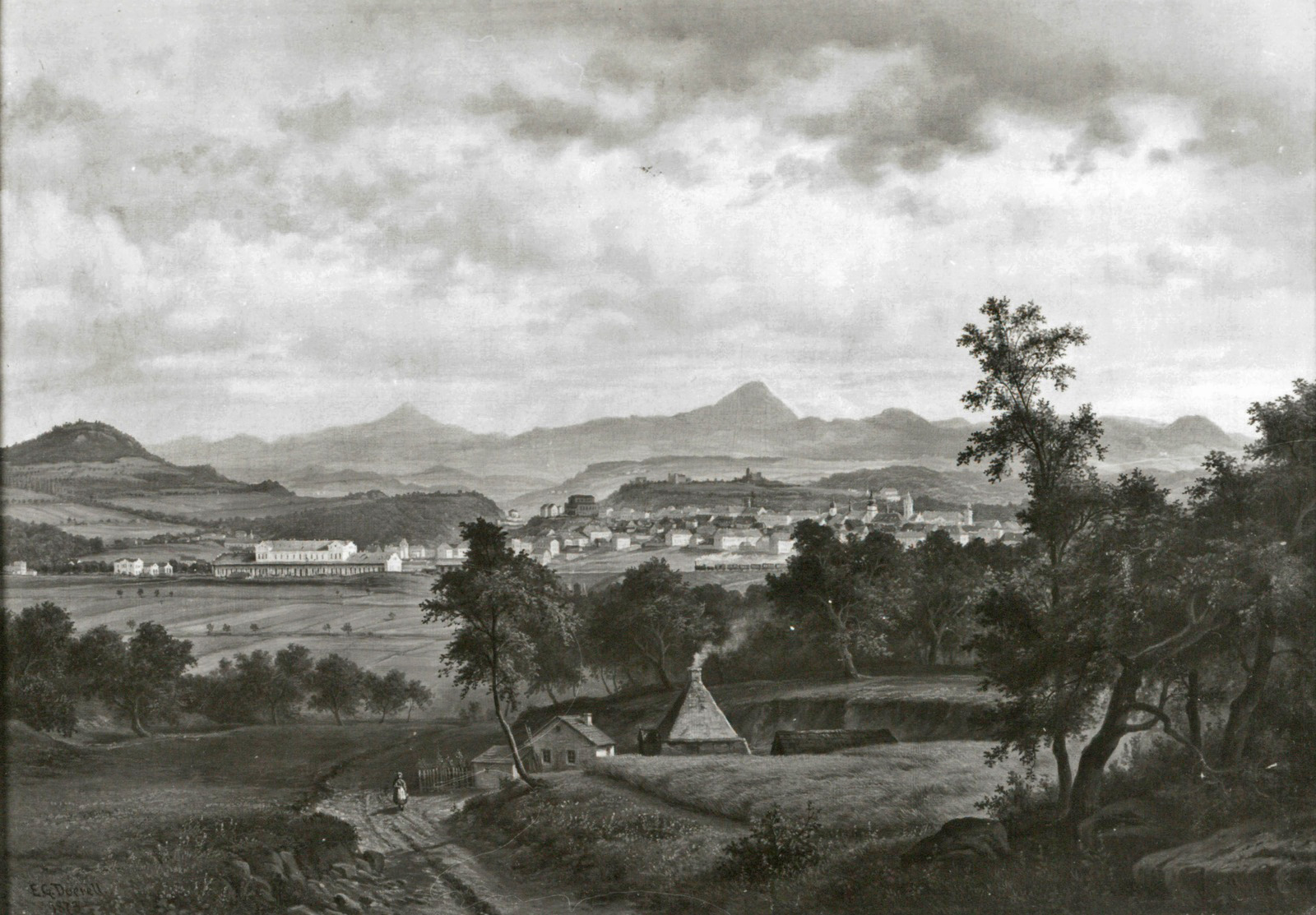
Blick auf Teplitz mit Schlossberg, Milleschauer und Borschen
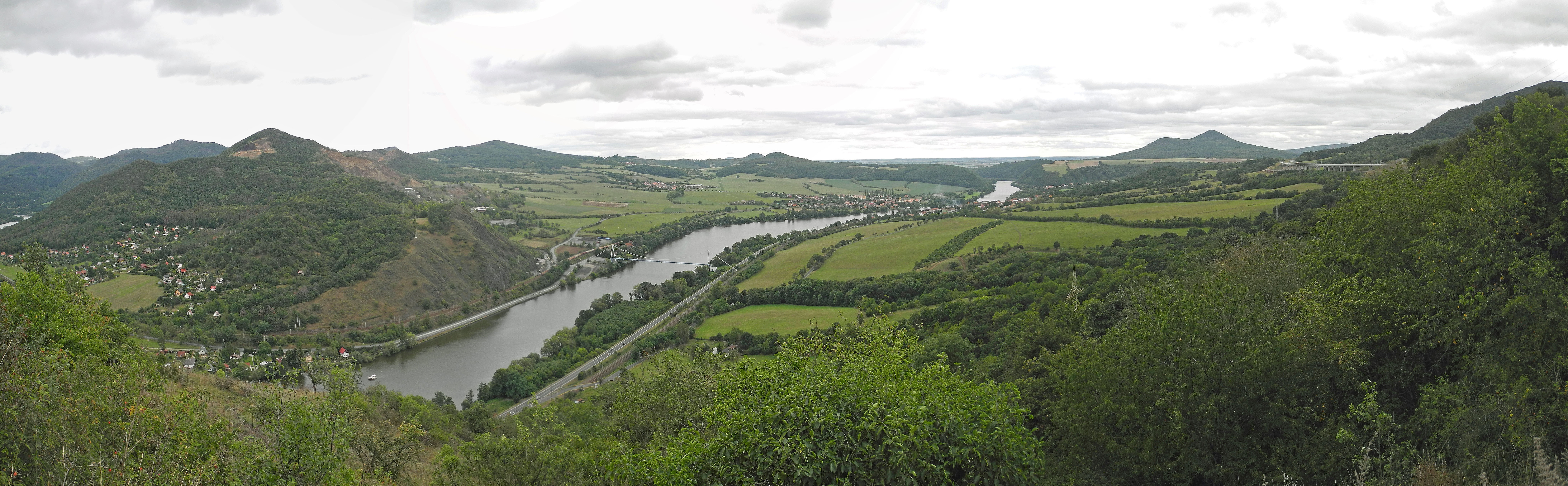
Blick von der Doerell-Aussicht ins Elbtal mit dem Deblikberg und Lobosch
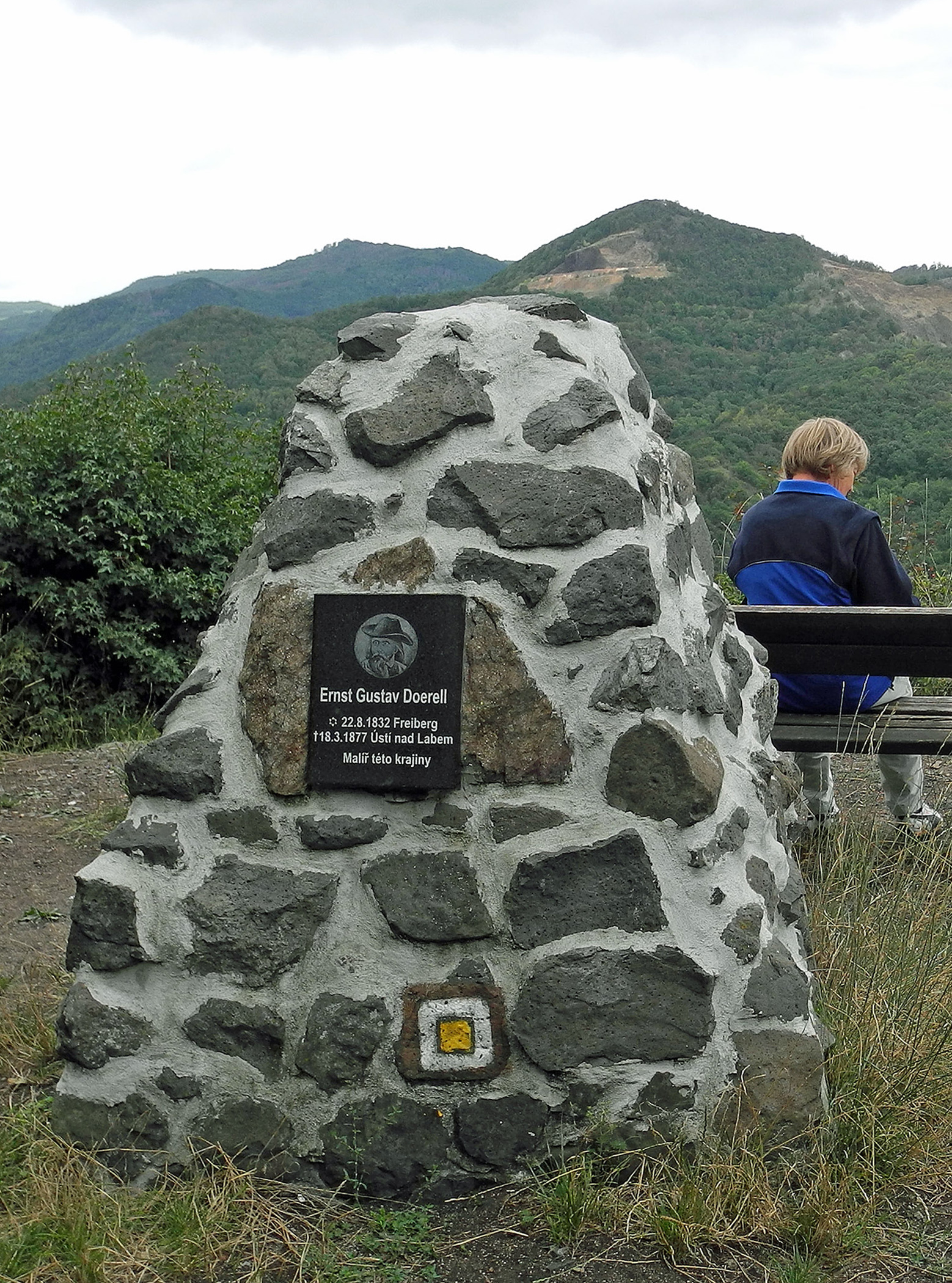
Doerell-Gedenkstein im Böhmischen Mittelgebirge